# One More Sleep
One More Sleep – jest to pierwszy singel brytyjskiej piosenkarki Leony Lewis z jej czwartego albumu studyjnego Christmas, with Love. Wydany został 5 listopada 2013 roku w Stanach Zjednoczonych, a w Wielkiej Brytanii 29 listopada. Twórcami tekstu są Leona Lewis, Richard Stannard, Iain James, Jez Ashurst, Bradford Ellis, a producentami Richard "Biff" Stannard, Ash Howes oraz sama Lewis.

## Informacje o singlu
W dniu 24 października 2013 roku Lewis zaprezentowała "One More Sleep" jako główny singel albumu, a tydzień później opublikowała jego okładkę. Grafika przedstawia Lewis trzymającą czerwoną kokardę na oku. Utwór został wydany w formacie digital download w Stanach Zjednoczonych w dniu 5 listopada przez RCA Records, a w Irlandii, Włoszech i Szwajcarii za pośrednictwem Sony Music Entertainment, natomiast w Wielkiej Brytanii poprzez Syco Music w dniu 29 listopada. W wielu innych krajach europejskich, w tym  Francji i Hiszpanii, singel został wydany w dniu 2 grudnia. Lewis upubliczniła również Cahill Remix piosenki na jej oficjalnym koncie na SoundCloud 21 listopada 2013.

## Teledysk
Teledysk miał swoją premierę 30 listopada na oficjalnym kanale VEVO artystki. Wystąpił w nim chłopak piosenkarki - Dennis Jauch. Michael Cragg z "The Guardian" napisał, że nie ma znaczenia, co się dzieje w teledysku, bo uważa, iż żaden świąteczny singiel nigdy nie miał dobrego teledysku. Jednak dalej porównuje klip do teledysku "Last Christmas" zespołu Wham!.

## Format wydania
Single version
1. "One More Sleep" – 3:59

Media strumieniowe – Dance Remix
1. "One More Sleep" (Cahill Remix) – 3:47

"One More Sleep" (Remixes) – EP
1. "One More Sleep" - 4:01
2. "One More Sleep" (Instrumental) – 3:58
3. "One More Sleep" (Cahill Club Mix) – 6:07
4. "One More Sleep" (Cahill Radio Edit) – 3:47

## Pozycje na listach
| Lista                                                 | Najwyższa pozycja |
| ----------------------------------------------------- | ----------------- |
| Belgia (Ultratop) (Flandria)                          | 83                |
| Irlandia (Irish Singles Chart)                        | 19                |
| Kanada (Canadian Hot 100)                             | 92                |
| Korea Południowa (Gaon Chart)                         | 31                |
| Stany Zjednoczone (Hot Adult Contemporary Recurrents) | 10                |
| Szkocja (Scottish Singles Chart)                      | 3                 |
| Wielka Brytania (UK Singles Chart)                    | 3                 |
| Wielka Brytania (UK Digital Chart)                    | 2                 |